# 5613 Donskoj
5613 Donskoj este un asteroid din centura principală de asteroizi.

## Descriere
5613 Donskoj este un asteroid din centura principală de asteroizi. A fost descoperit pe 16 decembrie 1976 la Observatorul astrofizic din Crimeea de Liudmila Cernîh. El prezintă o orbită caracterizată de o semiaxă mare de 3,11 ua, o excentricitate de 0,17 și o înclinație de 1,6° în raport cu ecliptica.